# Обрачун у Малом Токију
Обрачун у Малом Токију (енгл. Showdown in Little Tokyo) је амерички акциони трилер филм из 1991. у режији Марка Лестера. Сценарио су написали Стивен Гленц и Калиопи Бретлстрит. У филму глуме Долф Лундгрен, Брендон Ли, Кери-Хиројуки Тагава и Тија Карере.

## Радња
Радња се одвија у Лос Анђелесу. Полицајац Крис Кенер ради у Малом Токију, јапанском округу Лос Анђелеса, и бори се против организованог криминала најбоље што може. Одрастао у Јапану, Крисови родитељи су умрли од руке убице јакузе, а он ће заувек памтити изглед криминалца који је провалио у њихову кућу. Једног дана, власти шаљу Кенеру новог партнера, Џонија Мурату. Џони, иако и сам полу-Јапанац, од детињства је живео у Сједињеним Државама и васпитаван је у духу америчке културе. Мурату и Кенеру у почетку није лако да сарађују један са другим, али заједничка истрага и хладнокрвни обрачуни помажу партнерима да пронађу заједнички језик.
Убиство плесачице у ноћном клубу и ширење нове дроге метамфетамина у тој области ставља полицију на траг клану јакуза и њиховом вођи, немилосрдном Јошиди. Видевши Јошиду, Кенер препознаје убицу својих родитеља, а истрага се претвара у освету...